# Martin-chasseur violet
Halcyon coromanda
Espèce
Statut de conservation UICN

 LC  : Préoccupation mineure
Le Martin-chasseur violet (Halcyon coromanda) est une espèce d'oiseau appartenant à la famille des Alcedinidae.

## Description
Le martin-chasseur violet mesure environ 25 cm de long.

## Répartition et sous-espèces
Selon la classification de référence du Congrès ornithologique international (15.1, 2025) il se répartit en quatre sous-espèces (ordre phylogénique) :
- H. c. coromanda (Latham, 1790) — du Népal au sud du Yunnan et nord du Viêt Nam[3] ;
- H. c. major (Temminck & Schlegel, 1848) — sud de la Manchourie, Corée et Japon ;
- H. c. bangsi (Oberholser, 1915) — îles Ryūkyū, Lanyu et Taïwan hiverne aux Philippines ;
- H. c. mizorhina (Oberholser, 1915) — îles Andaman ;
- H. c. minor (Temminck & Schlegel, 1848) — péninsule Malaise, Sumatra, Java et Bornéo ;
- H. c. linae Hubbard & du pont, 1974 — Palawan ;
- H. c. claudiae Hubbard & du Pont, 1974 — Tawi-Tawi ;
- H. c. rufa Wallace, 1863 — archipel des Célèbes ;
- H. c. pelingensis Neumann, 1930 — Peleng ;
- H. c. sulana Mees, 1970 — îles Sula.

## Régime alimentaire
Ce martin-chasseur mange des poissons, des crustacés et des insectes. Parfois il se nourrit aussi de grenouilles et d'autres amphibiens.